# Chef du gouvernement des Tokelau
Le chef du gouvernement des Tokelau (en tokelau : Ulu-o-Tokelau et en anglais : Head of Government of Tokelau) est à la tête du gouvernement des Tokelau, archipel appartenant à la Nouvelle-Zélande.
La durée du mandat est d'un an. Le ulu-o-Tokelau appartient au corps exécutif de l'État et dirige un cabinet gouvernemental de six personnes : trois maires (ou pulenuku) et trois chefs de village (ou faipule). Le nombre de trois se justifie car il y a trois atolls dans l'archipel. Les maires et chefs de village sont élus pour trois ans.